# Pál Teleki

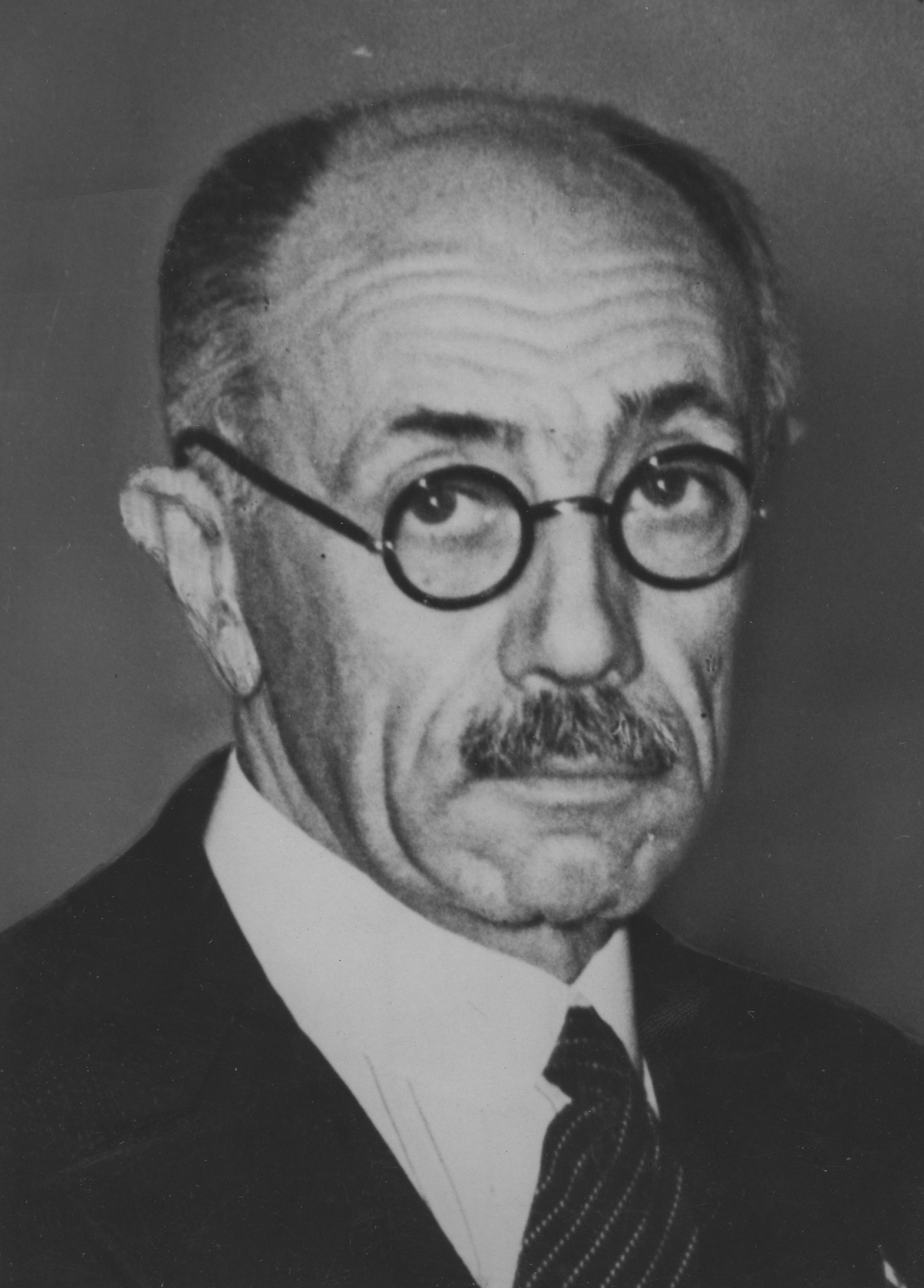
Portretfoto gepubliceerd in de pers naar aanleiding van het overlijden van de premier.

Graaf Pál Teleki de Szék (Boedapest, 1 november 1879 – aldaar, 3 april 1941) was een Hongaarse geograaf en politicus. 

## Biografie
Pál Teleki stamde uit het vooraanstaande Zevenburgse adellijk geslacht Teleki. Hij studeerde rechten, politieke wetenschappen en geografie aan de Universiteit van Boedapest. In 1905 werd Teleki in het Huis van Afgevaardigden, het Hongaarse lagerhuis, gekozen. Tijdens de vredesconferentie te Versailles was hij de geografische expert van de Hongaarse delegatie (dit in verband met de vele nationaliteiten die in het toenmalige Hongaarse deel van de Donaumonarchie woonden). In 1919-1920 was hij staatssecretaris in de contrarevolutionaire regering van Gyula Károlyi, de tegenregering van Szeged. Nadat de contrarevolutionaire regering, gesteund door de Roemenen de radenrepubliek van Béla Kun omver hadden geworpen in de Hongaars-Roemeense Oorlog, werd Teleki door de Hongaarse regent, Miklós Horthy tot premier en minister van Buitenlandse Zaken benoemd. In die functie sloot hij de Vrede van Trianon (1920) met de Entente. In april 1921 trad hij als premier en minister af. Graaf István Bethlen volgde hem als premier op. 
In 1939 werd Teleki opnieuw premier en tekende in die hoedanigheid in 1940 het Berlijnse Pact (zie: asmogendheden), dat Hongarije verbond met Duitsland, Italië en Japan. Dit overigens zeer tegen de zin van Teleki. Op 26 maart 1940 benoemde de regent Teleki tot ridder in de zeer exclusieve Orde van de Heilige Stefanus. Hij pleegde in de lente van 1941 zelfmoord toen bleek dat het niet lukte om Hongarije uit de oorlog te houden.